# Alexandre Caldi
 Alexandre Caldi Magalhães (nome artístico Alexandre Caldi, Rio de Janeiro, 29 de maio de 1972) é um músico, compositor, arranjador, saxofonista e flautista brasileiro. Lançou os discos “Festeiro” (2008, Delira), "Mestiçaria" (2016, independente) e "Buarqueanas" (2021, Biscoito Fino) , Em parceria com o irmão, o compositor e instrumentista Marcelo Caldi, lançou “Intrometidos” (2003, independente). Com o pianista Itamar Assiere lançou o álbum "Afro+Sambas" (2021, Biscoito Fino)
Toca os saxofones soprano, alto, tenor e barítono, além de flauta, flautim e pífanos. Faz parte do Grupo LiberTango, ao lado do irmão Marcelo e da mãe, a pianista Estela Caldi, com quem lançou cinco discos.

## Vida
É filho do pianista erudito brasileiro Homero de Magalhães, e, pelo lado paterno, irmão dos músicos Homero de Magalhães Filho e Alain Pierre, além de primo de Dadi e Mú Carvalho. Iniciou a formação musical com a mãe, através do piano, instrumento com o qual teve aulas posteriormente com Salomea Gandelman. O aprimoramento nos saxofones e flautas veio através de estudos com Mauro Senise, Carlos Malta e Laura Rónai.
É mestre em música pela Uni-Rio com dissertação dedicada ao estudo e análise dos contrapontos de Pixinguinha. Foi bolsista do Texas Music Festival (Houston, EUA) em 1994. Atua ainda como produtor musical, professor e arranjador para formações de música popular e orquestra.
Foi integrante da Orquestra de Música Popular da Uni-Rio, com a qual gravou um disco em 1996, mesmo período em que gravou com o Coro de Câmara da Pro Arte. Fez parte ainda da Orquestra Sembatuta (cujo primeiro CD teve a sua assinatura nos arranjos, direção artística e co-produção) e dos grupos Garrafieira, Sincronia Carioca e Pequena Orquestra de Mafuás.
Atualmente é um dos músicos mais requisitados do Rio de Janeiro, tendo acompanhado dezenas de artistas ao longo da carreira, como Gilberto Gil, Maria Bethânia, Bibi Ferreira, Moraes Moreira, Elza Soares, Dona Ivone Lara, Geraldo Azevedo, Sérgio Ricardo e vários outros.

## Discografia[3]
- 2021: Buarqueanas, Biscoito Fino
- 2019: Afro+Sambas (Com Itamar Assiere), Biscoito Fino
- 2017: Quatro Ventos (LiberTango e Soraya Ravenle), Independente
- 2016: Mestiçaria, Independente
- 2013: Tangos Hermanos (LiberTango), Independente
- 2010: Porteño (LiberTango), Delira
- 2008: Festeiro, Delira
- 2008: Cierra tus ojos y escucha (LiberTango), Delira
- 2005: A Música de Astor Piazzolla (LiberTango), Delira
- 2003: Intrometidos (Marcelo Caldi e Alexandre Caldi), Independente

## Obra[4]
- A Festa das Santas
- Baião dos gregs
- Calma, Muchacha
- Chegando cedo
- Em frente ao Rival
- Em polvorosa
- Estrela
- Extinta Chama (com érgio Ricardo)
- Flertango
- Galope
- Manoela
- Mestiçaria (com Nando Duarte)
- Ninar
- Nova Receita (com Zé Paulo Becker)
- Pedrinhas no Mar
- Quando a vi
- Quase portenho
- Recife-Havana
- Respiralice
- Salamandra
- Salsamba
- Santa Teresa